# Nikolaj Fëdorovič Golovin
Conte Nikolaj Fëdorovič Golovin, in russo Никола́й Фёдорович Голови́н? (1695 – Amburgo, 26 luglio 1745), è stato un ammiraglio russo.

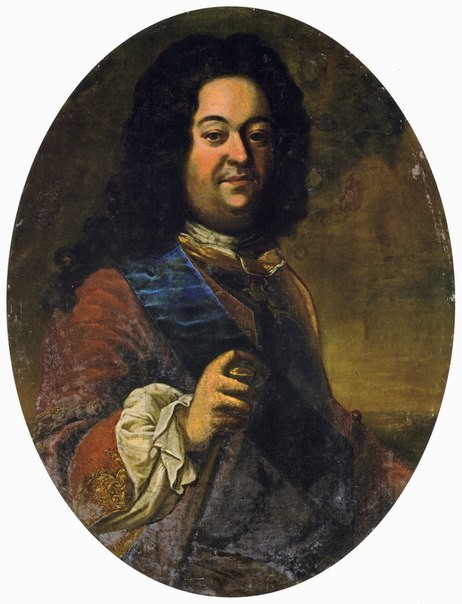

Fu comandante della flotta baltica durante la Guerra russo-svedese (1741-1743), presidente del consiglio dell'Ammiragliato, governatore generale di San Pietroburgo e senatore. Fu insignito dell'Ordine Imperiale di Sant'Aleksandr Nevskij (1732) e dell'Ordine di Sant'Andrea (1740).

## Biografia
Nato nel 1695 (luogo sconosciuto), figlio del nobile diplomatico Fëdor Alekseevič Golovin, fu inviato nel 1708 dallo zar Pietro in Inghilterra e nei Paesi Bassi, dove studiò per diversi anni la guerra navale e dopo il suo ritorno gli furono affidati importanti comandi nella Marina imperiale. Sotto l'imperatrice Caterina I nel 1725 fu assegnato alla corte svedese come inviato straordinario: fu ambasciatore a Stoccolma dal 1725 al 1732. Nel 1733 divenne ammiraglio e presidente del collegio dell'Ammiragliato, in seguito anche senatore. Nel 1742, governatore generale di San Pietroburgo; nella guerra con la Svezia nel 1742-1743, comandò la flotta del Baltico. Morì nel 1745 ad Amburgo (Sacro Romano Impero).